# Diadema setosum
Oursin-diadème de l'Indo-Pacifique, Oursin-diadème à anneau orange
Espèce
Statut de conservation UICN

 LC : Préoccupation mineure
L’oursin-diadème de l'Indo-pacifique (ou « oursin-diadème à anneau orange ») est une espèce d'oursin régulier tropical de la famille des Diadematidae, caractérisé par de très longs piquants et une papille anale très visible et cerclée d'orange, souvent appelée à tort « œil ».

## Description

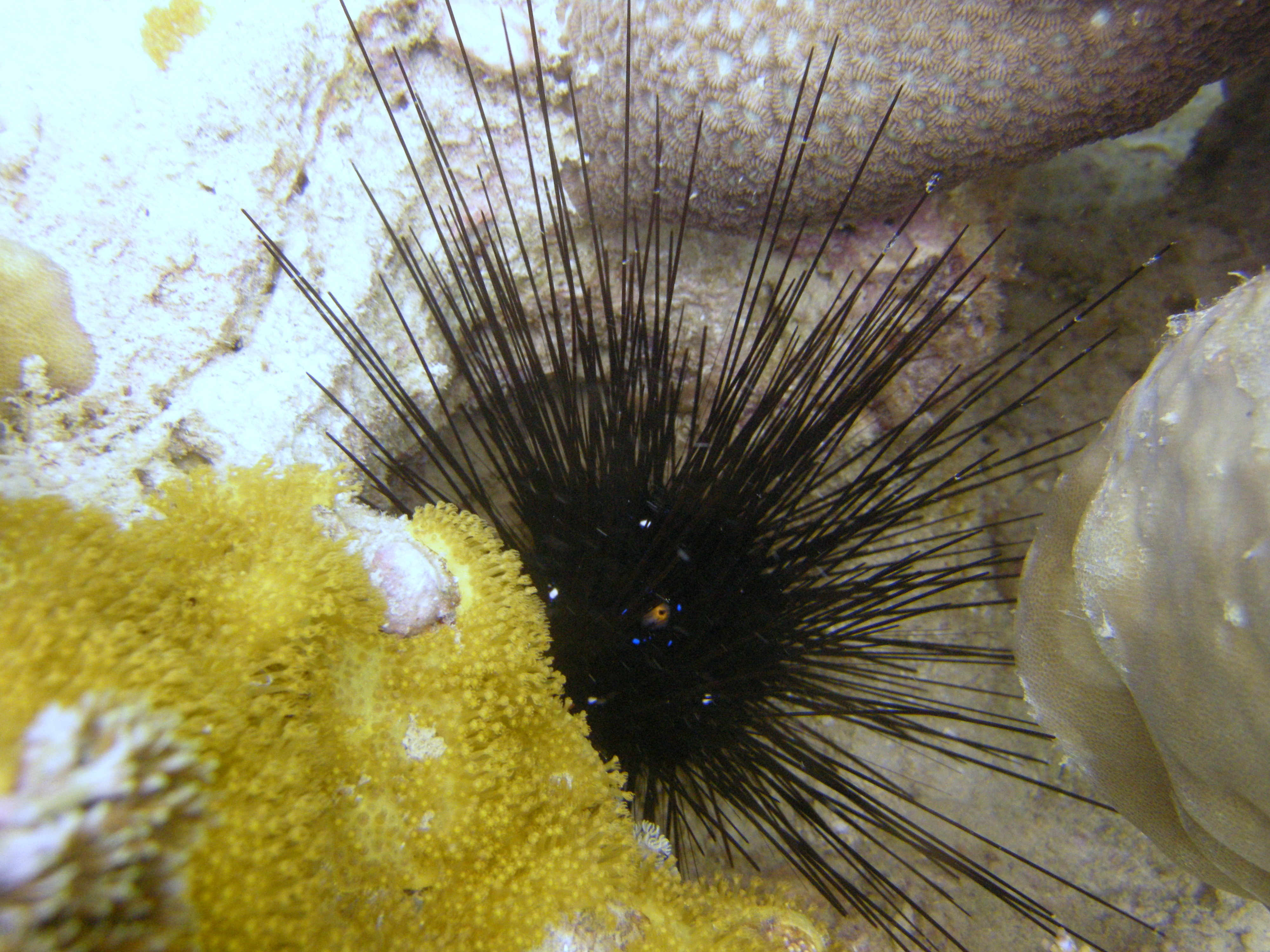
Spécimen observé à Zanzibar.

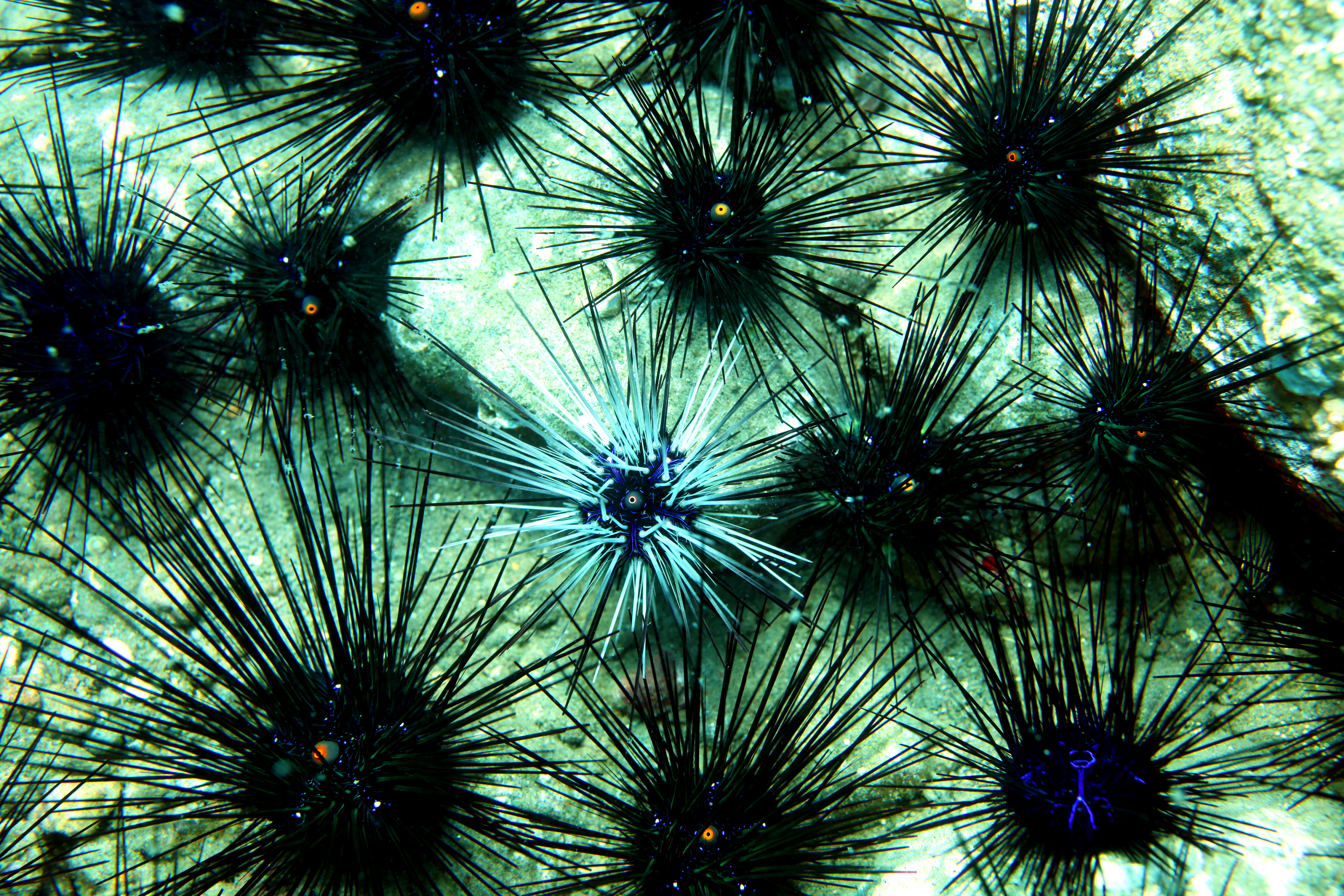
Des D. setosum avec des Diadema savignyi : la forme du test et l'anneau orange permettent de les distinguer.

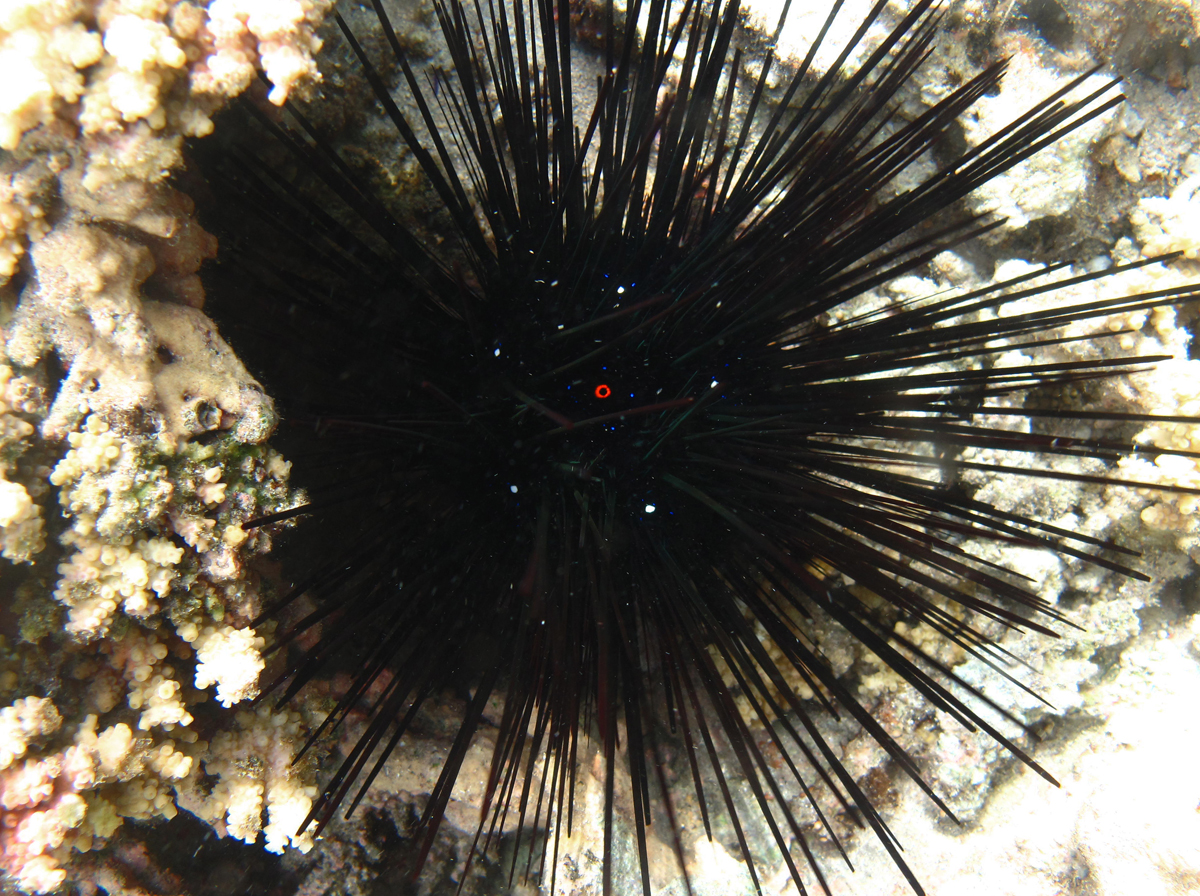
Spécimen typique à La Réunion.

### «Test»
Le test (coquille) de cette espèce est relativement petit (8-10 cm de diamètre maximum, en moyenne 7 cm de diamètre pour 4 cm de haut), comparé à ses longs piquants. Il est d'un noir sombre (avec parfois des reflet métalliques), faisant bien ressortir les quelques éléments colorés. 
Le plus souvent, on peut distinguer cinq lignes bleues iridescentes (« iridophores ») délimitant les aires ambulacraires sur la partie aborale du test, reliant le pôle du test à cinq taches blanches caractéristiques ornant les pores génitaux ; ces lignes sont toutefois moins marquées que chez l'espèce proche Diadema savignyi. Des points bleus lumineux discontinus peuvent aussi être présents sur les plaques génitales. La papille anale est protubérante et volumineuse ; elle est généralement bleu sombre mais sa couleur est assez variable, quoique généralement sombre, et elle laisse toujours apparaître un cercle central orange vif, caractéristique de l'espèce,.

### Radioles
Les radioles (piquants) sont très longues, fines et creuses, et peuvent mesurer jusqu'à près de 30 cm (soit 3,2 fois le diamètre du test ; le corps a en effet environ 9 cm de diamètre), lui assurant une bonne défense et une locomotion rapide. Celles-ci sont généralement noires comme le test, mais peuvent parfois être plus claires ou hétérogènes (alternant cinq sections noires et cinq gris clair), ou annelées (toujours chez les juvéniles, parfois chez les adultes). Elles sont généralement (suivant l'éclairage) teintées de reflets vert métallique à leur base (contrairement à D. savignyi qui a des reflets bleus),. Au microscope, leur verticilliation apparaît plus compacte que chez les autres espèces du genre. Les piquants sont de deux sortes : les radioles dites « primaires » (les plus longues, qui servent à la locomotion et à la défense éloignée) et « secondaires » : ces dernières sont plus courtes et plus fines, parfois d'une couleur différente des primaires (ce qui donne occasionnellement des individus noirs et blancs) et pourvues de venin dans leur matrice, formant un second niveau de défense. 

### Confusions possible
Cet oursin peut être confondu avec d'autres oursins-diadèmes partageant son aire de distribution comme Diadema savignyi (avec lequel il peut même s'hybrider) ; cependant, les radioles de cette espèce sont plus longues, et D. setosum est clairement identifiable à son anneau orange péri-anal caractéristique.
Cette espèce semble être génétiquement et morphologiquement la plus distincte au sein du genre Diadema.

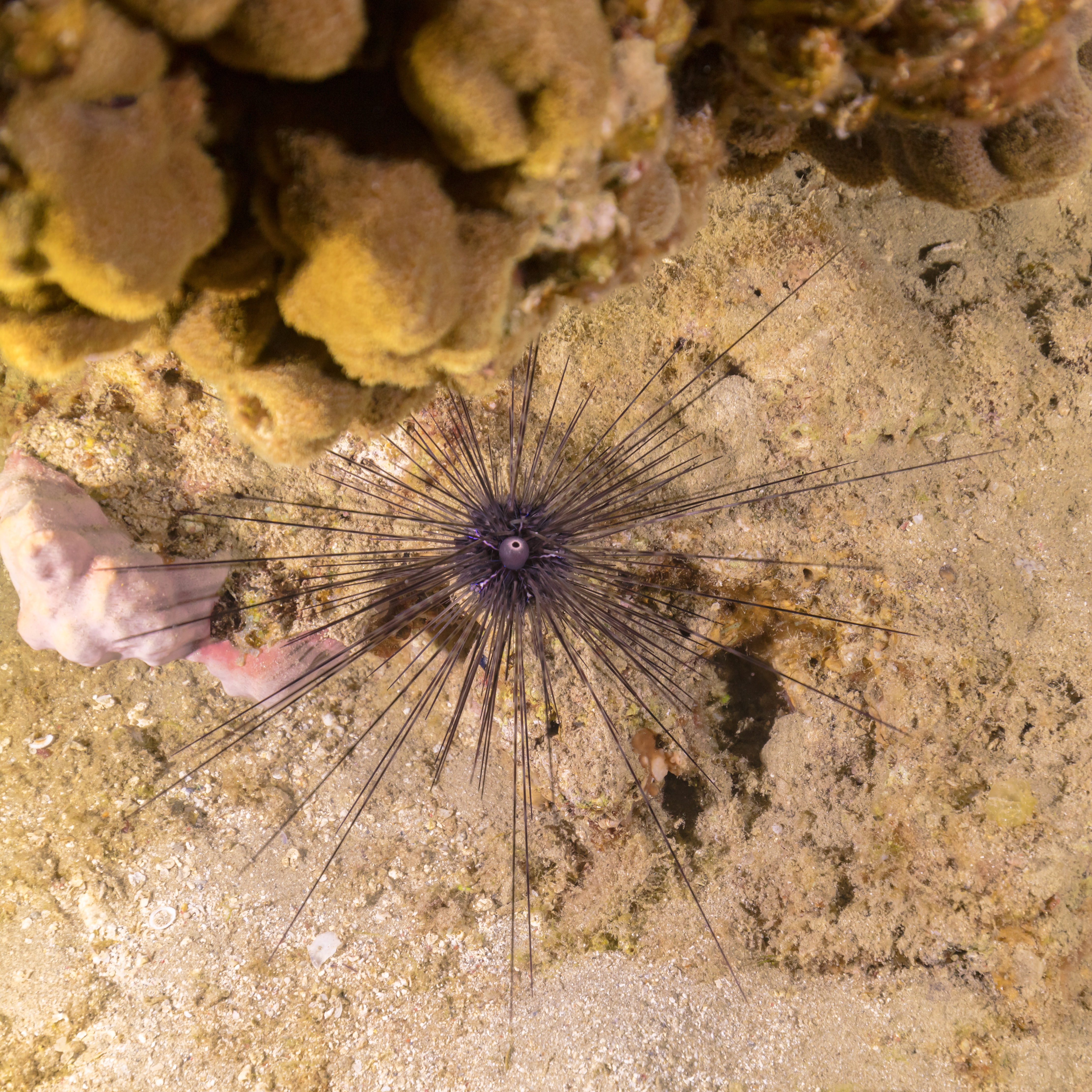
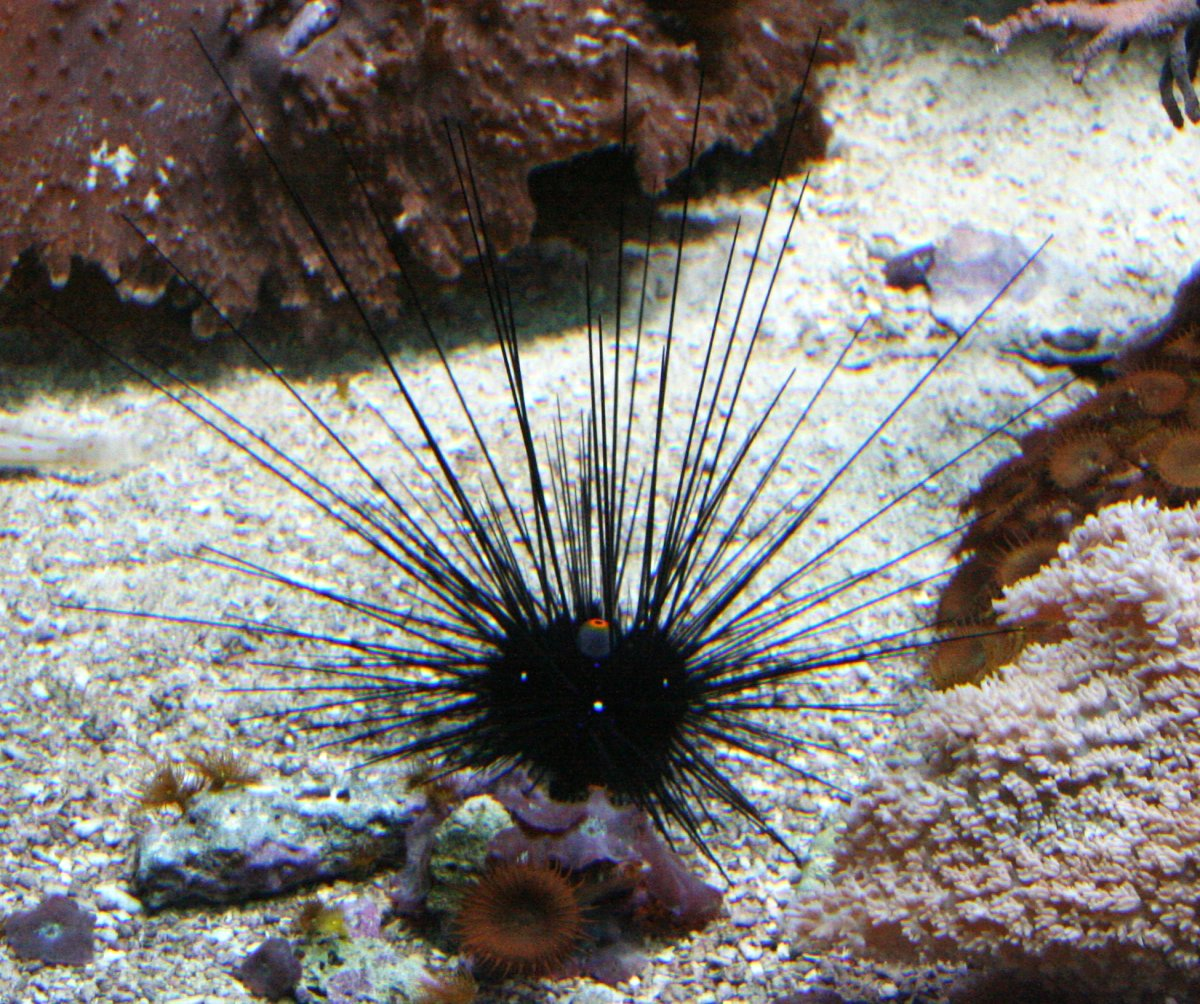
Allure générale.
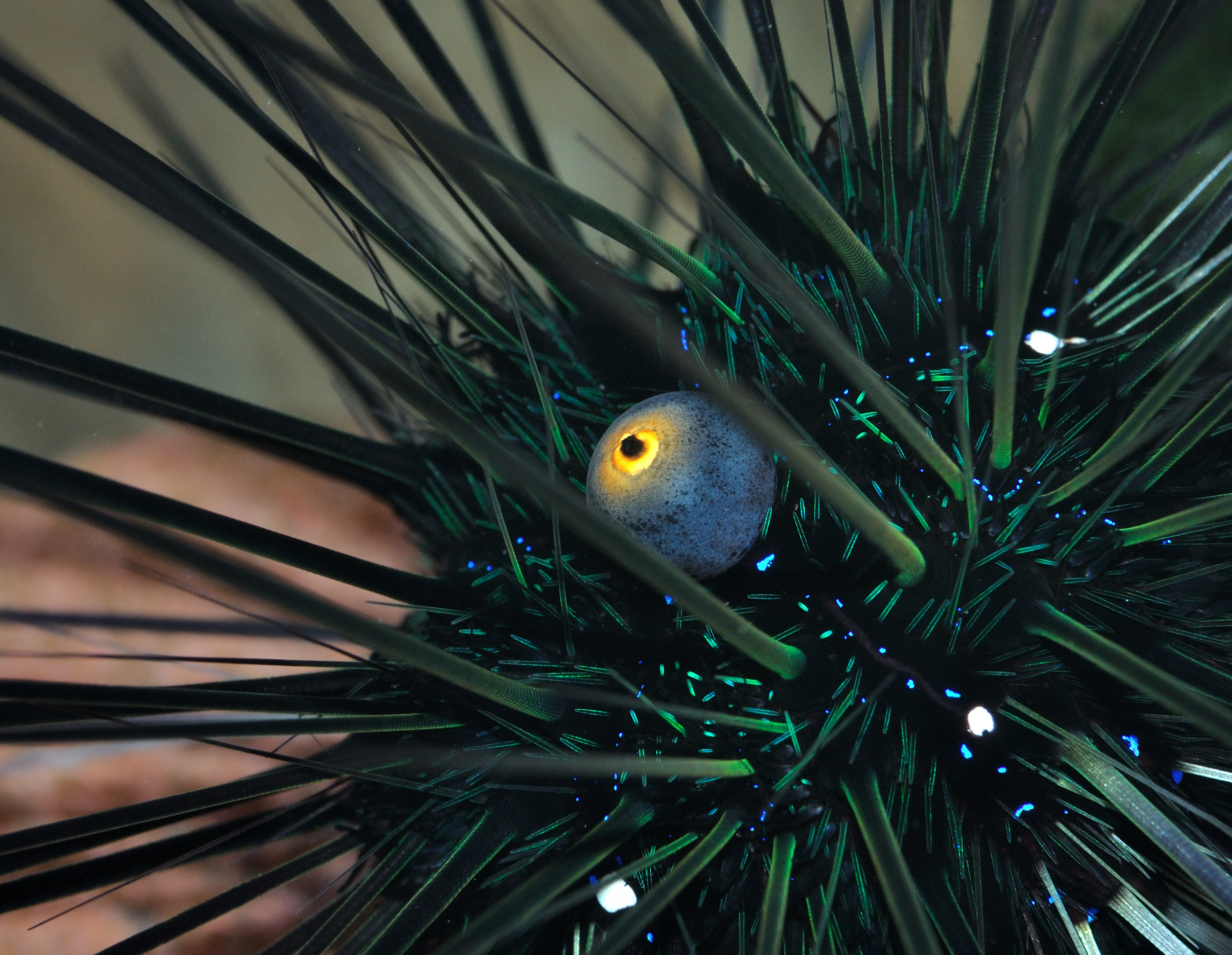
détail de la papille anale, caractéristique de l'espèce (comme les reflets vert métallisé des radioles).
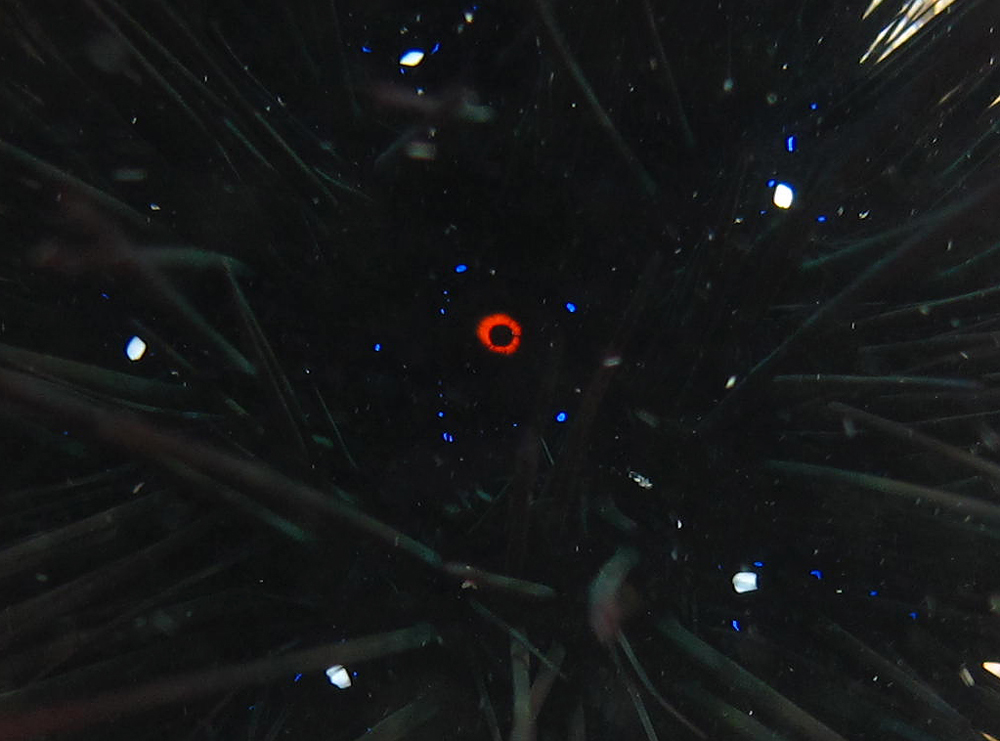
Gros-plan sur les critères d'identification typiques : anneau orange, cinq taches blanches, iridophores bleutés en étoile.
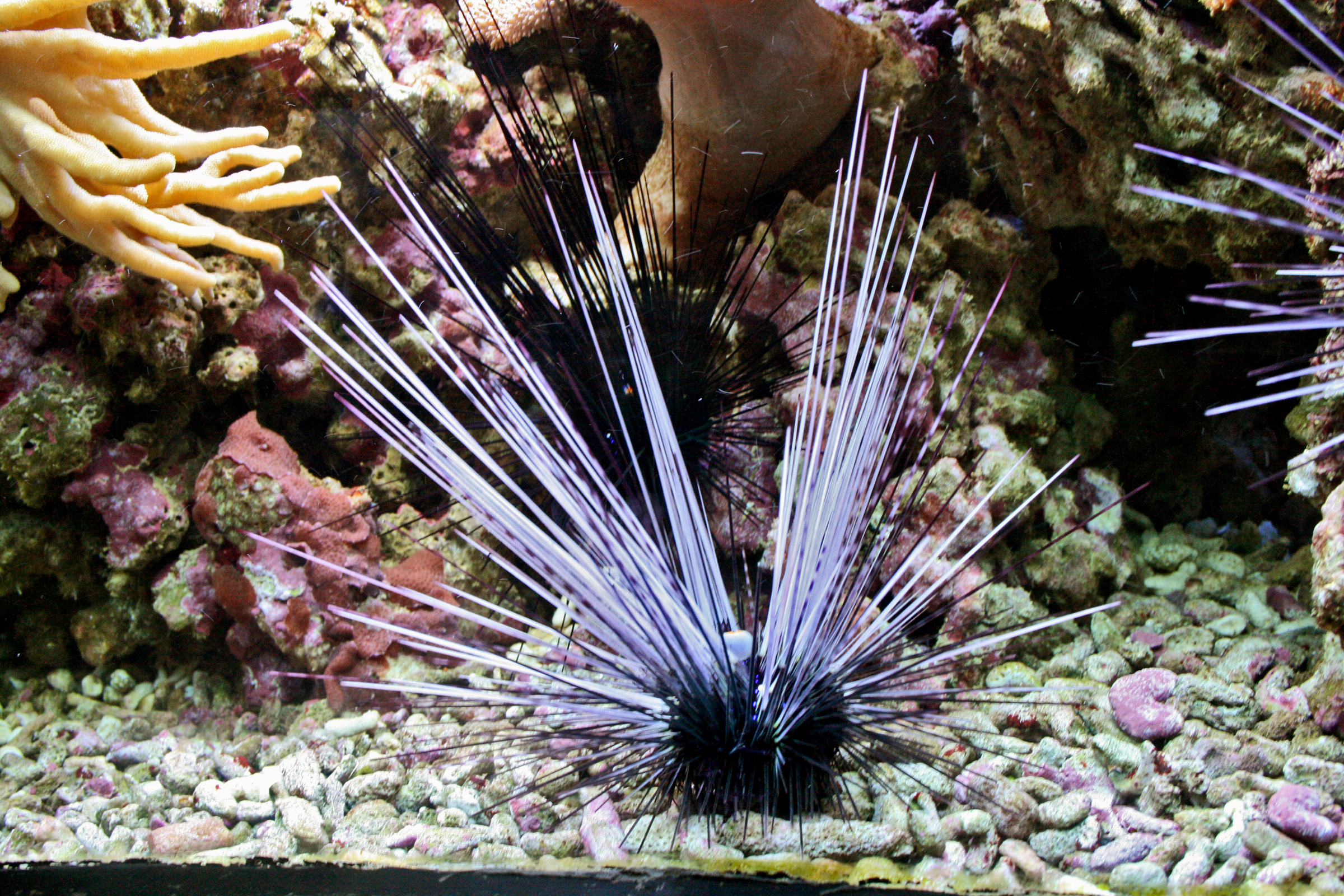
Spécimen avec des piquants blancs.

## Répartition

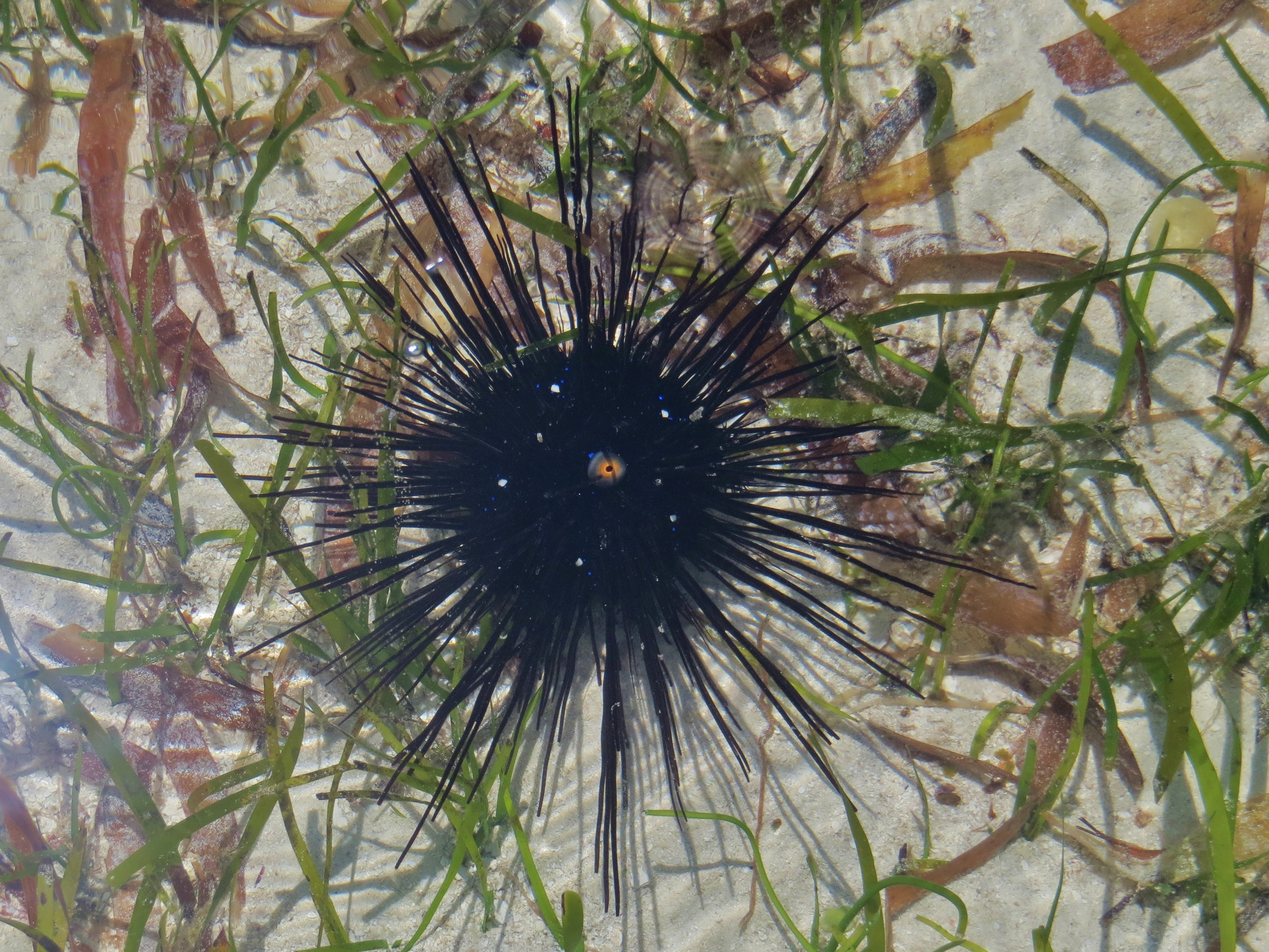
Dans un herbier de très faible profondeur au Kenya.

Son aire de répartition est vaste, s'étendant de toute la côte est-africaine jusqu'au Japon et à la Nouvelle-Calédonie et au sud du Japon. Il est même désormais présent dans le sud-est de la Méditerranée en tant qu’espèce invasive, ses larves ayant passé le Canal de Suez par migration lessepsienne.
On peut le trouver dans de nombreux biotopes liés aux lagons coralliens, entre 0 et 25 m de profondeur (parfois jusqu'à 70 m de fond), généralement en petits groupes mais parfois isolé. Il ne craint pas le sable et apprécie les herbiers ainsi que les milieux perturbés (où les algues poussent sur le corail mort). Il préfère cependant la proximité des zones abritées (rocheuses ou coralliennes) où il peut se réfugier pendant la journée, notamment les juvéniles.

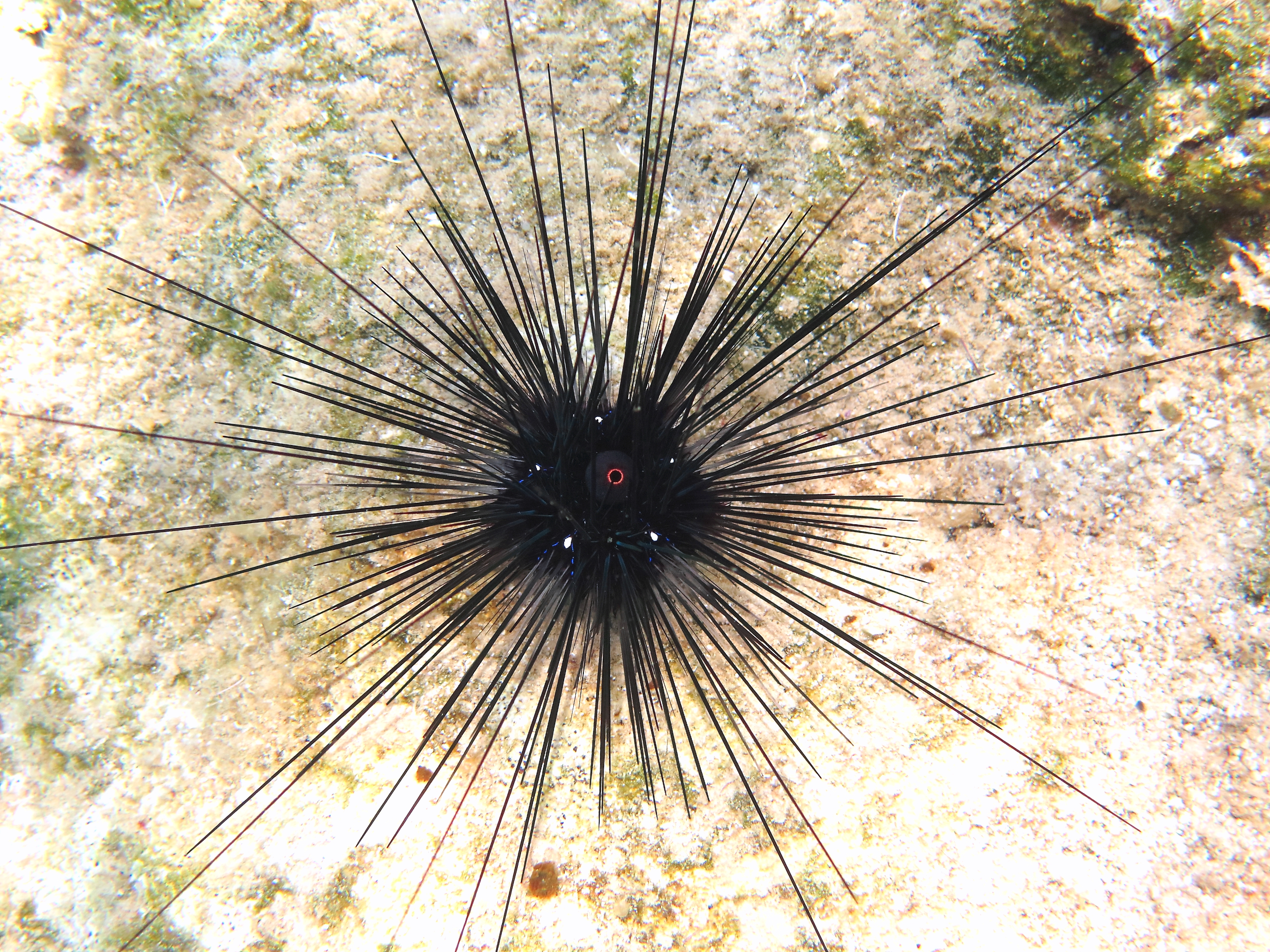
Spécimen lessepsien photographié en Grèce.

## Écologie et comportement

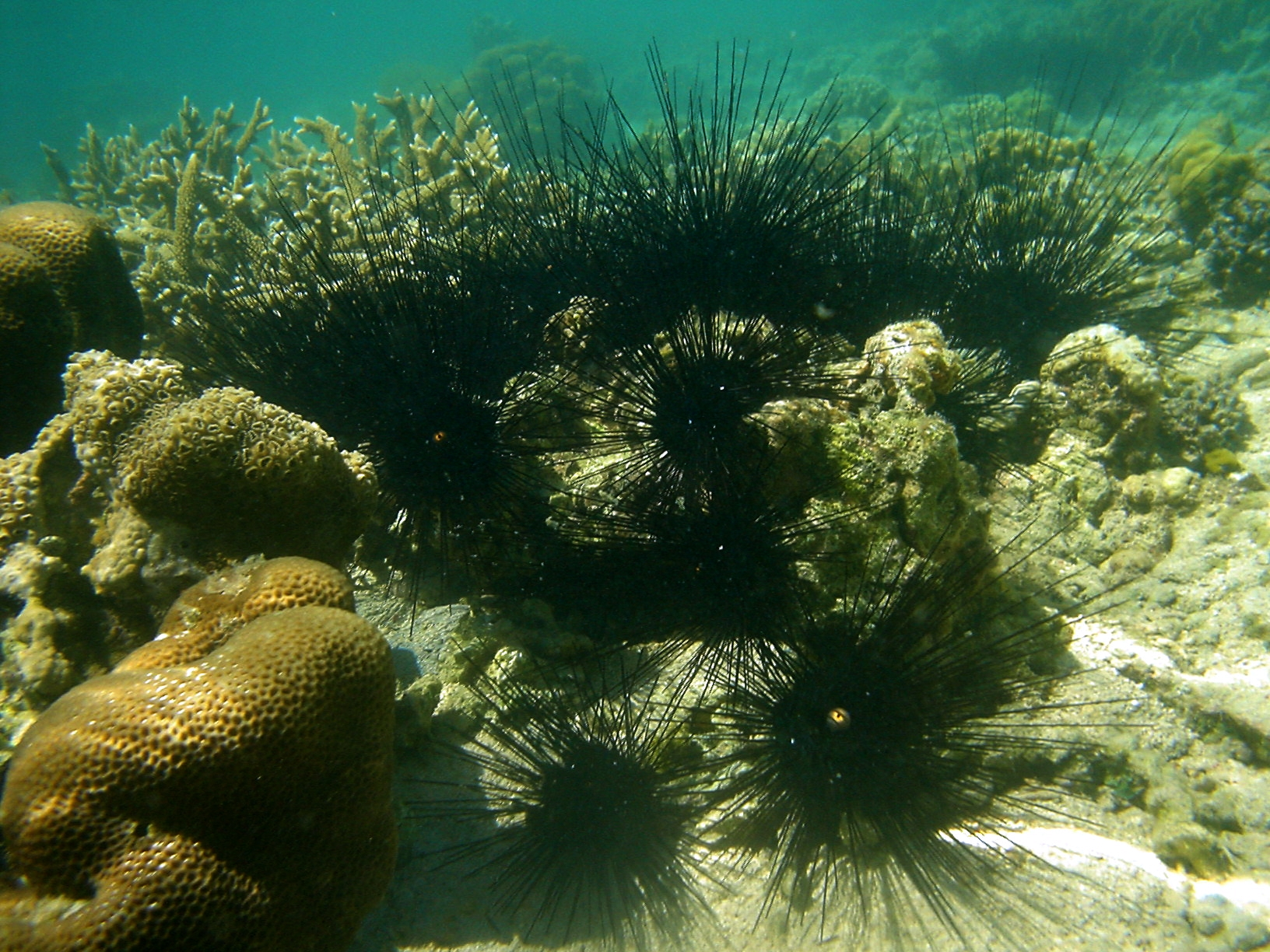
L'oursin diadème est volontiers grégaire.

Cet oursin est extrêmement commun dans son aire de répartition, représentant une part importante de la biomasse benthique et participant activement aux processus écologiques (succession algues/corail, bioérosion, nettoyage des déchets...). Il semble bien tolérer de faibles niveaux de pollution dans les baies urbanisées.
Cet oursin se nourrit principalement d'algues (du feutrage algal recouvrant le substrat aux grandes algues vertes), qu'il broute de nuit, mais il est aussi un omnivore opportuniste, pouvant consommer certains invertébrés sessiles, des débris et des charognes. 
Comme tous les Diadematidae, il est pourvu d'organes photosensibles sur la partie aborale du test, lui permettant de voir au-dessus de lui afin d'orienter ses radioles (piquants) vers d'éventuelles menaces.
La maturité sexuelle est atteinte à un poids variant entre 35 et 80 g. La reproduction est gonochorique, et ne se déroule que quand la température de l'eau est supérieure à 24 °C (ce qui correspond à toute l'année dans certaines régions) : mâles et femelles relâchent leurs gamètes en même temps en pleine eau, où œufs puis larves vont évoluer parmi le plancton pendant quelques semaines avant de se fixer.
Des petits animaux peuvent vivre en symbiose ou en commensalisme avec cet oursin dont les longues radioles assurent une excellente protection, comme les juvénile des poissons de la famille des Apogonidae (les poissons cardinaux), ou encore Diademichthys lineatus. Une anémone du genre Coeloplana peut également entretenir une relation symbiotique avec les Diadema setosum : de nuit, elle remonte le long des radioles pour y déployer ses tentacules et à l'aube, elle se referme et redescend vers le test de l'oursin.
Malgré ses radioles longues, robustes et venimeuses, cet oursin est la proie de certains gros poissons-balistes et poissons-globes, ainsi que de crabes et autres crustacés.

## L'espèce et l'Homme

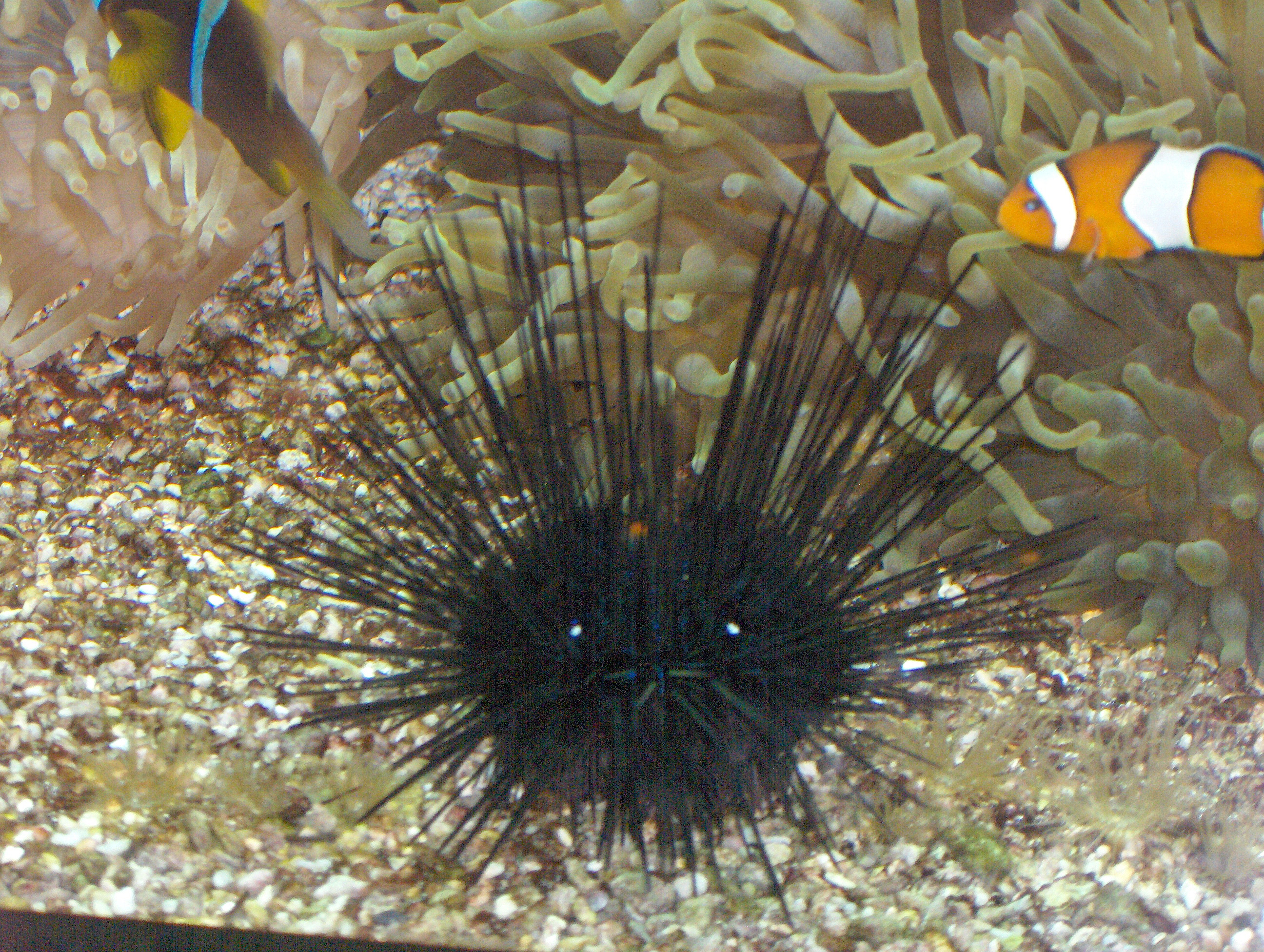
Diadema setosum au Musée océanographique de Monaco.

Diadema setosum est un très bel oursin, apprécié des photographes sous-marins et des aquariophiles malgré sa morphologie peu adaptée aux petits bassins.
L'oursin diadème a une assez bonne vue, procurée par les photorécepteurs colorés disposés sur son test : cela lui permet d'orienter efficacement ses piquants vers les menaces potentielles, comme la main d'un plongeur, afin d'en optimiser l'angle de pénétration. Une fois à l'intérieur d'un tissu étranger, ces radioles se brisent très facilement en plusieurs morceaux très difficiles à retirer et peuvent entraîner un risque d'infection.
Une partie de ses piquants les plus courts (les « radioles secondaires ») sont pourvus de venin dans leur matrice, comme souvent dans cette famille : leur piqûre est donc particulièrement douloureuse, et potentiellement dangereuse. Heureusement, sa taille et ses couleurs le rendent généralement suffisamment visible aux nageurs, qui peuvent l'éviter facilement.
On peut donc conclure que la piqûre est douloureuse mais sans réel danger pour l'homme. Les premiers soins à effectuer sont de retirer les piquants à l'aide d'une pince puis de désinfecter à l'alcool ou à la teinture d'iode. Si les piquants ont pénétré profondément, il faut les retirer chirurgicalement.
L'espèce, non exploitée par l'Homme, n'est d'aucune valeur commerciale et n'est pas considérée comme menacée par les experts de l'IUCN. Au contraire, la surexploitation de ses prédateurs (poissons, étoiles de mer), la prolifération d'algues dans les lagons coralliens (due à la destruction du corail et à l'enrichissement des eaux en nutriments) et les modifications générales du milieu favorables aux détritivores tendent à accroître la population de cet oursin, de manière parfois importante dans certains endroits du globe.

## Onomastique

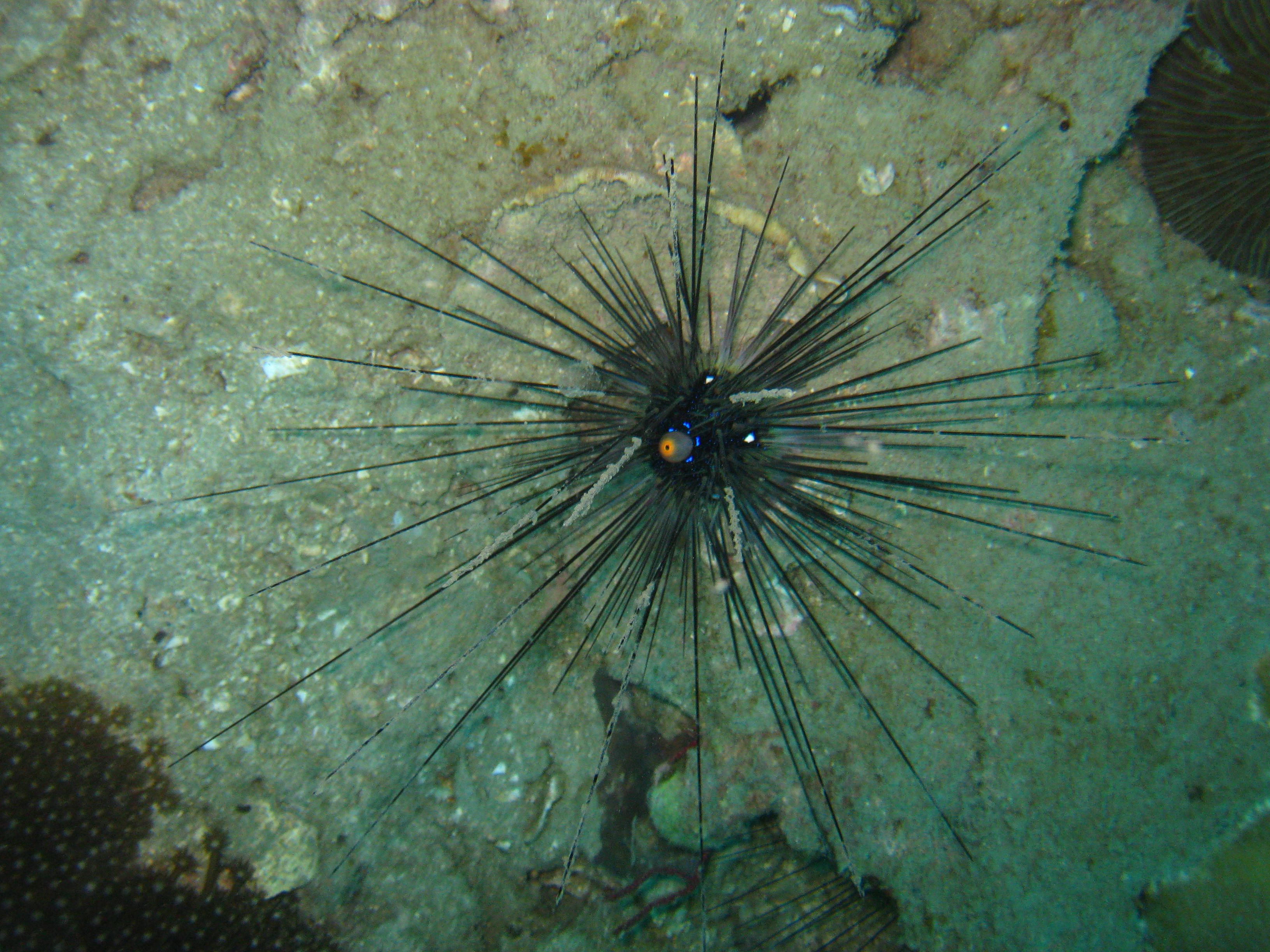
Juvénile.

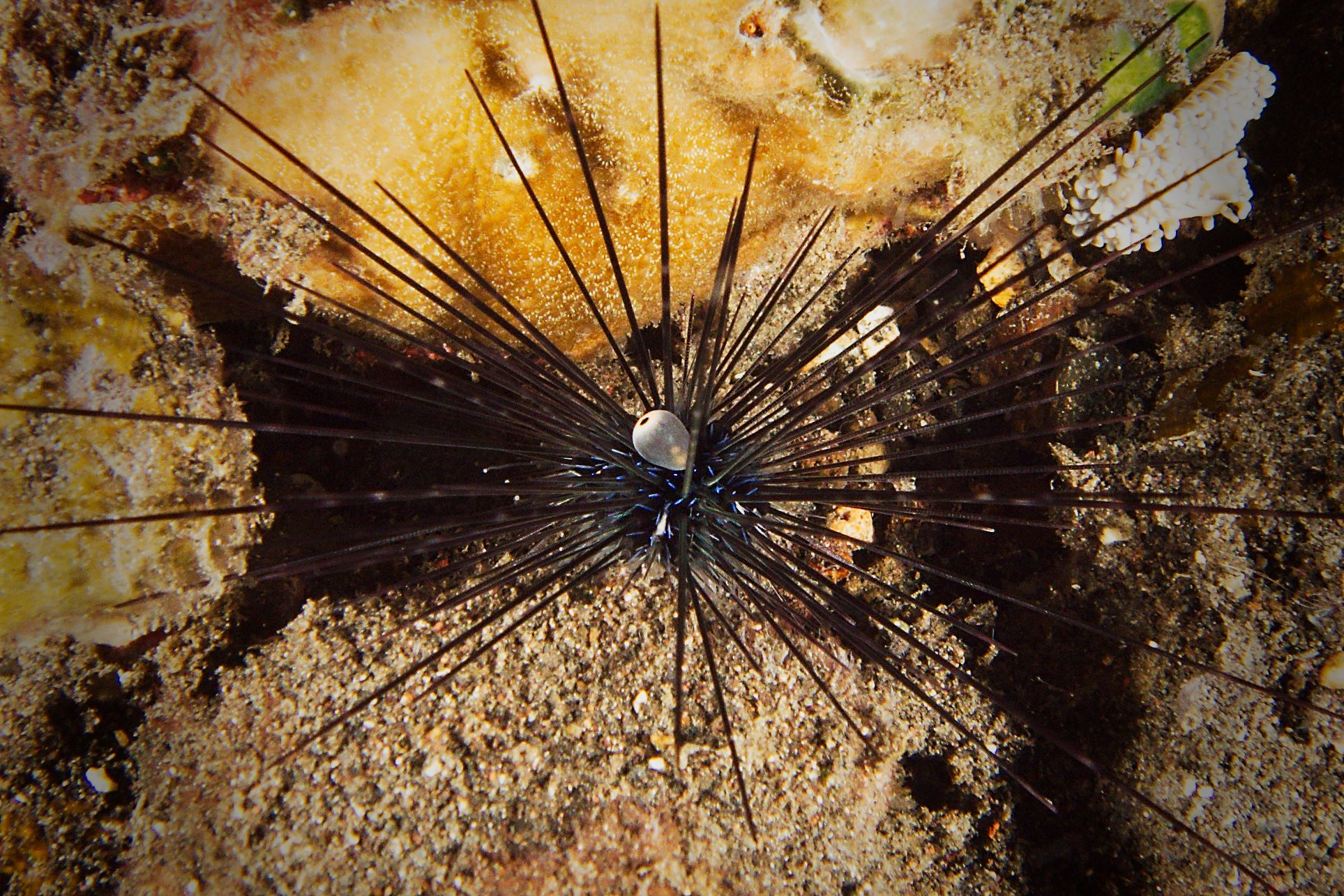
Très jeune individu.

« Diadema » vient du grec diadema, « diadème » (évoquant le port et la beauté de l'animal) ; « setosum » vient du latin saetosum, « hérissé ».
Ses différents noms français sont généralement des qualificatifs rajoutée à l'expression « Oursin-diadème » (parfois utilisée seule) : « de l'indo-pacifique » (par opposition à son cousin l'oursin diadème des Antilles) ou « à anneau orange ». Plus trivialement, il est parfois aussi appelé simplement « oursin à longues épines ».
En anglais, il est appelé « Diadem urchin », « long-spine urchin », « porcupine sea urchin », « needle-spined urchin ». En italien, il est appelé « Riccio diadema » ; en espagnol, on le nomme « Erizo de espinas largas » et en allemand, il est le « Diademseeigel ».

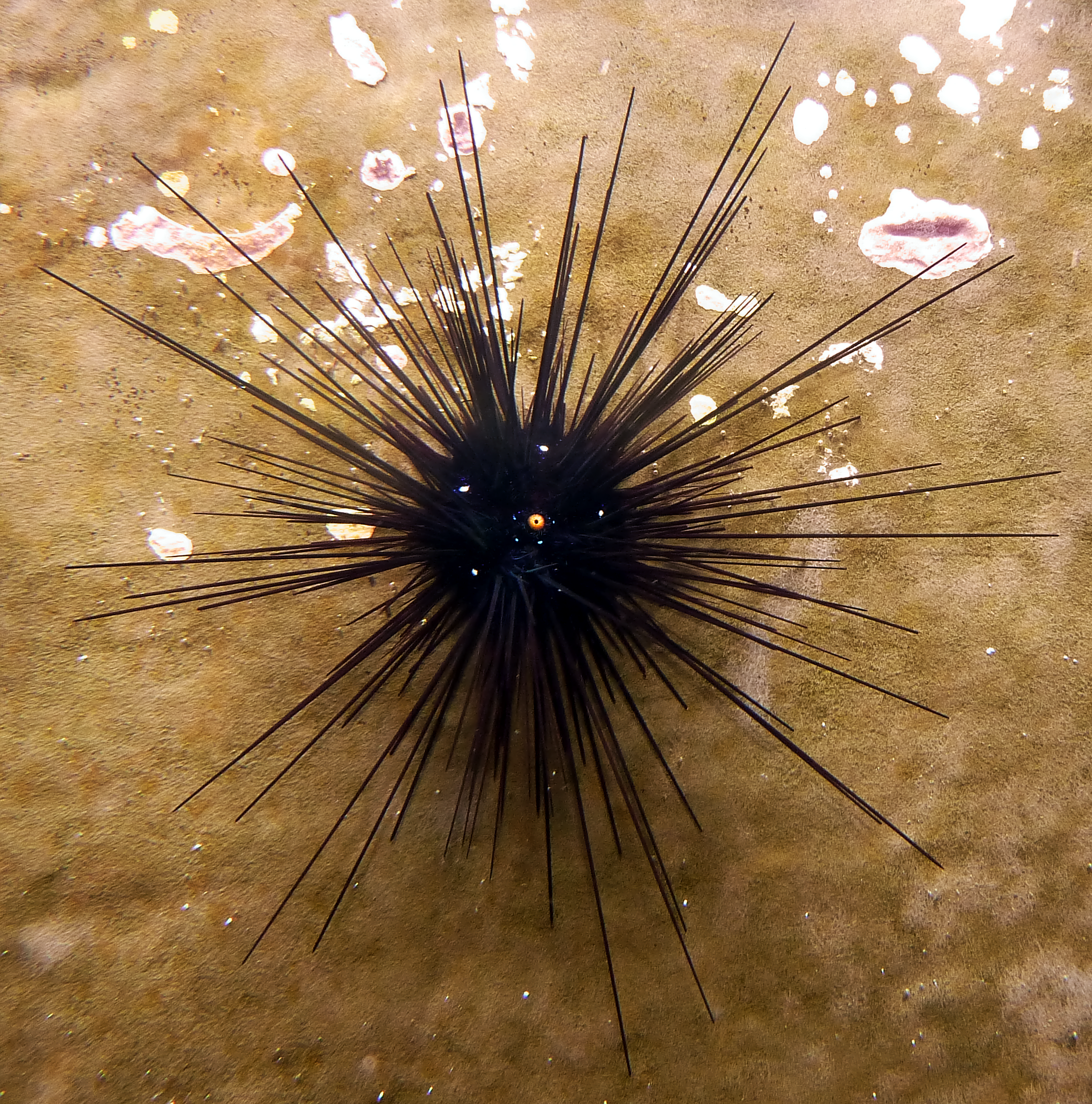
Diadema setosum dans un aquarium public allemand.